# David Caruso
David Caruso (Forest Hills, Queens, New York, 1956. január 7. –) Golden Globe-díjas visszavonult amerikai színész.

## Fiatalkora
Édesapja olasz, édesanyja ír származásúak volt.
Középiskolai tanulmányait az Archnishop Molly középiskolában végezte. Ezután Queensből Manhattanbe költözött.

## Pályafutása
Először egy országos kávéreklámban volt látható az 1970-es években. 1978-ban Los Angelesbe költözött.
1980-ban kapta meg egyik legelső filmes munkáját a Fenyegetés című horrorfilmben. 1981-ben a Crazy Times című tévéfilmmel a televízió képernyőjén is debütált, stáblistán feltüntetett szerepben. Még ebben az évben játszott a Zsarublues-ban, melyben 1983-ig szerepelt. 1982-ben a Rambo – Első vér egyik mellékszereplője volt, ezt 1987-ben a Kínai lány, majd 1990-ben a New York királya követte.
1991-ben az egy szót sem szóló, folytonosan névjegyekkel kommunikáló és „alakváltó” Kit Kat-et játszotta a Hudson Hawk – Egy mestertolvaj aranyat ér akcióvígjátékban. 1993-ban a Veszett kutya és Glória szereplője volt. A nagy áttörést 1993-ban John Kelly szerepe jelentette a New York rendőrei című bűnügyi drámasorozatban, amellyel Golden Globe-díjat nyert. 1995-ben a Megérint a halál és a Jade című filmekben játszott, gyenge kritikai visszajelzések mellett – mindkét filmmel Arany Málna díjra jelölték legrosszabb új sztár kategóriában. 1997 és 1998 között a Michael Hayes című sorozat címszereplője és vezető producere lett.
2001-ben Brad Anderson A 9. szalag című rendezésében kivívta a kritikusok elismerését. 2002-ben Los Angelesből Miamiba költözött, még ebben az évben nyitott egy boltot a városban. 2002-től egy évtizeden át, 2012-ig játszotta Horatio Caine nyomozót a CSI: Miami helyszínelők című bűnügyi sorozatban, mely legismertebb szerepe lett.
A CSI: Miami befejezése után visszavonult a színészettől.

## Magánélete
1979–1984 között Cheri Maugans házastársa volt.
1984-ben összeházasodott Rachel Ticotinnal. Egy gyermekük született, Geta. 1987-ben házassága válással végződött. 1996-ban vette el Margaret Buckley-t, akivel 2005-ig élt együtt. 2005 és 2009 között Liza Marquezzel élt, akitől 2005. szeptember 15-én született egy fia, majd 2007. október 16-án egy lánya.

## Filmográfia

### Film
| Év   | Magyar cím                                | Eredeti cím                | Szerep                       | Magyar hang        |
| ---- | ----------------------------------------- | -------------------------- | ---------------------------- | ------------------ |
| 1980 |                                           | Getting Wasted             | Danny                        |                    |
| 1980 | Fenyegetés                                | Without Warning            | Tom                          | Németh Gábor       |
| 1982 | Garni-zóna                                | An Officer and a Gentleman | Topper Daniels               | Ifj. Jászai László |
| 1982 | Garni-zóna                                | An Officer and a Gentleman | Topper Daniels               | Haás Vander Péter  |
| 1982 | Rambo – Első vér                          | First Blood                | Mitch Rogers seriffhelyettes | Schnell Ádám       |
| 1984 | Szívtolvaj                                | Thief of Hearts            | Buddy Calamara               |                    |
| 1986 | Blue City                                 | Blue City                  | Joey Rayford                 | Gáspár András      |
| 1987 | Kínai lány                                | China Girl                 | Mercury                      | Stohl András       |
| 1988 | Ikrek                                     | Twins                      | Al Greco                     | Csankó Zoltán      |
| 1990 | New York királya                          | King of New York           | Dennis Gilley nyomozó        | Sörös Sándor       |
| 1990 | New York királya                          | King of New York           | Dennis Gilley nyomozó        | Tarján Péter       |
| 1991 | Hudson Hawk – Egy mestertolvaj aranyat ér | Hudson Hawk                | Kit Kat                      | nem szólal meg     |
| 1993 | Veszett kutya és Glória                   | Mad Dog and Glory          | Mike                         | Felföldi László    |
| 1995 | Megérint a halál                          | Kiss of Death              | Jimmy Kilmartin              | Rékasi Károly      |
| 1995 | Jade                                      | Jade                       | David Corelli hadnagy        |                    |
| 1997 | Gyilkos társak                            | Cold Around the Heart      | Ned Tash                     |                    |
| 1998 | Halott gengszterek                        | Body Count                 | Hobbs                        | Galambos Péter     |
| 2000 | Túszharc                                  | Proof of Life              | Dino                         | Epres Attila       |
| 2000 | Túszharc                                  | Proof of Life              | Dino                         | Lux Ádám           |
| 2001 | A 9. szalag                               | Session 9                  | Phil                         | Kőszegi Ákos       |
| 2001 | Sötét kiút (Pénzhajhászok)                | Black Point                | John Hawkins                 |                    |

### Televízió
| Év        | Magyar cím                    | Eredeti cím                                               | Szerep                   | Megjegyzések                                       |
| --------- | ----------------------------- | --------------------------------------------------------- | ------------------------ | -------------------------------------------------- |
| 1976      |                               | Ryan's Hope                                               | londiner                 | 1 epizód stáblistán nem szerepel                   |
| 1981      |                               | Crazy Times                                               | Bobby Shea               | tévéfilm                                           |
| 1981      |                               | Palmerstown, U.S.A.                                       | Donnie Muller            | 2 epizód                                           |
| 1981–1983 | Zsarublues                    | Hill Street Blues                                         | Tommy Mann               | 7 epizód                                           |
| 1983      |                               | CHiPs                                                     | Charlie                  | 1 epizód                                           |
| 1983      | T. J. Hooker                  | T. J. Hooker                                              | Jennings                 | - 1 epizód - magyar hangja: - Felföldi László      |
| 1983      |                               | The Paper Chase                                           | Bennett                  | 1 epizód                                           |
| 1983      | Szerelem és dicsőség          | For Love and Honor                                        | Rusty Burger közlegény   | - tévéfilm - magyar hangja: - Kautzky Armand       |
| 1984      |                               | The First Olympics: Athens 1896                           | James Connolly           | minisorozat (2 epizód)                             |
| 1986–1988 |                               | Crime Story                                               | Johnny O'Donnell         | 2 epizód                                           |
| 1987      | Az árja faj                   | Into the Homeland                                         | Ryder                    | tévéfilm                                           |
| 1990      |                               | H.E.L.P.                                                  | Frank Sordoni            | 6 epizód                                           |
| 1990      |                               | Parker Kane                                               | Joey Torregrossa         | tévéfilm                                           |
| 1990      | Gyilkosság a Rainbow Drive-on | Rainbow Drive                                             | Larry Hammond            | - tévéfilm - magyar hangja: - Imre István          |
| 1991      | Cápák és torpedók             | Mission of the Shark: The Saga of the U.S.S. Indianapolis | Wilkes                   | - tévéfilm - magyar hangja: - Szabó Sipos Barnabás |
| 1993      |                               | Judgment Day: The John List Story                         | Bob Richland rendőrfőnök | tévéfilm                                           |
| 1993–1994 | New York rendőrei             | NYPD Blue                                                 | John Kelly nyomozó       | főszereplő 1-2. évad (26 epizód)                   |
| 1997      | Aranypart                     | Gold Coast                                                | Maguire                  | tévéfilm                                           |
| 1997–1998 |                               | Michael Hayes                                             | Michael Hayes            | főszereplő (21 epizód) vezető producer             |
| 2000      | Holtpont                      | Deadlocked                                                | Ned Stark                | tévéfilm                                           |
| 2002      | CSI: A helyszínelők           | CSI: Crime Scene Investigation                            | Horatio Caine hadnagy    | 1 epizód                                           |
| 2002–2012 | CSI: Miami helyszínelők       | CSI: Miami                                                | Horatio Caine hadnagy    | főszereplő (232 epizód)                            |
| 2005      | CSI: New York-i helyszínelők  | CSI: NY                                                   | Horatio Caine hadnagy    | 1 epizód                                           |